# Antonín Orleánský
Antonín Orleánský neboli Antonín Francouzský (31. července 1824, Neuilly-sur-Seine – 4. února 1890, Sanlúcar de Barrameda) byl členem francouzské královské rodiny z dynastie Orléans. Narodil se jako nejmladší syn krále Ludvíka Filipa a jeho manželky Marie Amálie Neapolsko-Sicilské dne 31. července 1824 v zámku Neuilly. Byl vévodou z Montpensier a zemřel 4. února 1890 v Sanlúcar de Barrameda ve Španělsku.

## Manželství a potomci
10. října 1846 se ve španělském Madridu oženil s Luisou Fernandou Španělskou, dcerou krále Ferdinanda VII. a jeho manželky Marie Kristýny Neapolsko-Sicilské. Měli spolu deset dětí:
- 1. Marie Isabela (21. 9. 1848 Sevilla – 23. 4. 1919 Villamanrique de la Condesa)[1]
⚭ 1864 Ludvík Filip Albert Orleánský (24. 8. 1838 Paříž – 8. 9. 1894 Stowe), hrabě pařížský
- 2. Marie Amálie (28. 8. 1851 Sevilla – 11. 11. 1870 tamtéž), svobodná a bezdětná[2]
- 3. Marie Kristýna (29. 10. 1852 Sevilla – 28. 4. 1879 tamtéž), svobodná a bezdětná[3]
- 4. Marie de la Regla (9. 10. 1856 Sevilla – 25. 7. 1861 tamtéž)[4]
- 5. mrtvě narozené dítě (*/† 1857)[5]
- 6. Ferdinand (29. 5. 1859 – 3. 12. 1873)[6]
- 7. Marie de las Mercedes (24. 6. 1860 Madrid – 26. 6. 1878 tamtéž)[7]
⚭ 1878 Alfons XII. (28. 11. 1857 Madrid – 25. 11. 1885 tamtéž), král španělský od roku 1870 až do své smrti[8]
- 8. Filip Raimund Maria (12. 5. 1862 Sevilla – 13. 2. 1864 tamtéž)[9]
- 9. Antonín z Galliery (23. 2. 1866 Sevilla – 24. 12. 1930 Paříž), vévoda z Galliery od roku 1890 až do své smrti[10]
⚭ 1886 Eulalie Bourbonská (12. 2. 1864 Madrid – 8. 3. 1958 Irun)[11]
- 10. Ludvík Maria Filip Antonín (30. 4. 1867 Sevilla – 21. 5. 1874)[12]

## Kandidát na španělský trůn
Antonín z Montpensier žil od roku 1848, kdy musel s rodinou po revoluci opustit Francii, ve Španělsku. Během španělské revoluce v roce 1866 podporoval povstalce pod velením Juana Prima proti své švagrové Isabele II.
V roce 1870 se utkal v souboji s Jindřichem Sevilleským, bratrem Františka z Cádizu, a zabil ho. Antonín byl odsouzen k jednomu měsíci vězení.
16. listopadu 1870 hlasovaly kortesy o novém králi a 191 hlasy zvolily Amadea Savojského. Antonín měl pouze 27 hlasů a opustil Španělsko, kam se ovšem v roce 1874 opět vrátil. Jeho ambice naplnila dcera Mercedes, která se sňatkem s Alfonsem XII., synem Isabely II., stala španělskou královnou.

## Tituly, oslovení, vyznamenání a erby

### Tituly a oslovení
/
- 31. července 1824–21. září 1824: Jeho Jasnost princ Antonín Orleánský
- 21. září 1824–9. srpna 1830: Jeho Královská Výsost princ Antonín Orleánský
- 9. srpna 1830–16. srpna 1830: Jeho Královská Výsost princ Antonín
- 16. srpna 1830–4. února 1890: Jeho Královská Výsost vévoda z Montpensier

- 10. října 1846–10. října 1859: Jeho Královská Výsost vévoda z Montpensier
- 10. října 1859–4. února 1890: Jeho Královská Výsost Infant Don Antonio, vévoda z Montpensier

Vévodův plný titul ve Španělsku po jeho povýšení na infanta zněl: Su Alteza Real el Serenísmo y Egregio Señor Infante Don Antonio María de Orleans, Duque de Montpensier (Jeho královská výsost Nejjasnější a vynikající princ Lord Antonio María d'Orléans, vévoda z Montpensier).

### Vyznamenání
- Řád čestné legie
- Řád zlatého rouna
- Řád Karla III.
- Podvazkový řád

### Erby

Erb prince Antonína ve Španělsku
Spojené erby prince Antonína a jeho manželky

## Vývod z předků
|                     |                                     |  |                    |                                             |  |  |  |  |  |  |  | Ludvík I. Orleánský |
|                     |                                     |  |                    |                                             |  |  |  |  |  |  |  |                     |
|                     | Ludvík Filip I. Orleánský           |  |                    |                                             |  |  |  |  |  |  |  |                     |
|                     |                                     |  |                    |                                             |  |  |  |  |  |  |  |                     |
|                     |                                     |  |                    | Augusta Bádenská                            |  |  |  |  |  |  |  |                     |
|                     |                                     |  |                    |                                             |  |  |  |  |  |  |  |                     |
|                     | Ludvík Filip II. Orleánský          |  |                    |                                             |  |  |  |  |  |  |  |                     |
|                     |                                     |  |                    |                                             |  |  |  |  |  |  |  |                     |
|                     |                                     |  |                    | Ludvík Armand Bourbonský                    |  |  |  |  |  |  |  |                     |
|                     |                                     |  |                    |                                             |  |  |  |  |  |  |  |                     |
|                     | Luisa Henrietta Bourbonská          |  |                    |                                             |  |  |  |  |  |  |  |                     |
|                     |                                     |  |                    |                                             |  |  |  |  |  |  |  |                     |
|                     |                                     |  |                    | Luisa Alžběta Bourbonská                    |  |  |  |  |  |  |  |                     |
|                     |                                     |  |                    |                                             |  |  |  |  |  |  |  |                     |
|                     | Ludvík Filip                        |  |                    |                                             |  |  |  |  |  |  |  |                     |
|                     |                                     |  |                    |                                             |  |  |  |  |  |  |  |                     |
|                     |                                     |  |                    | Ludvík Alexander, hrabě z Toulouse          |  |  |  |  |  |  |  |                     |
|                     |                                     |  |                    |                                             |  |  |  |  |  |  |  |                     |
|                     | Ludvík Jan Maria Bourbonský         |  |                    |                                             |  |  |  |  |  |  |  |                     |
|                     |                                     |  |                    |                                             |  |  |  |  |  |  |  |                     |
|                     |                                     |  |                    | Marie Viktorie de Noailles                  |  |  |  |  |  |  |  |                     |
|                     |                                     |  |                    |                                             |  |  |  |  |  |  |  |                     |
|                     | Luisa Marie Adelaida Bourbonská     |  |                    |                                             |  |  |  |  |  |  |  |                     |
|                     |                                     |  |                    |                                             |  |  |  |  |  |  |  |                     |
|                     |                                     |  |                    | František III. d´Este                       |  |  |  |  |  |  |  |                     |
|                     |                                     |  |                    |                                             |  |  |  |  |  |  |  |                     |
|                     | Marie Tereza Felicitas d'Este       |  |                    |                                             |  |  |  |  |  |  |  |                     |
|                     |                                     |  |                    |                                             |  |  |  |  |  |  |  |                     |
|                     |                                     |  |                    | Šarlota Aglaé Orleánská                     |  |  |  |  |  |  |  |                     |
|                     |                                     |  |                    |                                             |  |  |  |  |  |  |  |                     |
| Antonín Francouzský |                                     |  |                    |                                             |  |  |  |  |  |  |  |                     |
|                     |                                     |  |                    |                                             |  |  |  |  |  |  |  |                     |
|                     |                                     |  | Filip V. Španělský |                                             |  |  |  |  |  |  |  |                     |
|                     |                                     |  |                    |                                             |  |  |  |  |  |  |  |                     |
|                     | Karel III. Španělský                |  |                    |                                             |  |  |  |  |  |  |  |                     |
|                     |                                     |  |                    |                                             |  |  |  |  |  |  |  |                     |
|                     |                                     |  |                    | Alžběta Parmská                             |  |  |  |  |  |  |  |                     |
|                     |                                     |  |                    |                                             |  |  |  |  |  |  |  |                     |
|                     | Ferdinand I. Neapolsko-Sicilský     |  |                    |                                             |  |  |  |  |  |  |  |                     |
|                     |                                     |  |                    |                                             |  |  |  |  |  |  |  |                     |
|                     |                                     |  |                    | August III. Polský                          |  |  |  |  |  |  |  |                     |
|                     |                                     |  |                    |                                             |  |  |  |  |  |  |  |                     |
|                     | Marie Amálie Saská                  |  |                    |                                             |  |  |  |  |  |  |  |                     |
|                     |                                     |  |                    |                                             |  |  |  |  |  |  |  |                     |
|                     |                                     |  |                    | Marie Josefa Habsburská                     |  |  |  |  |  |  |  |                     |
|                     |                                     |  |                    |                                             |  |  |  |  |  |  |  |                     |
|                     | Marie Amálie Neapolsko-Sicilská     |  |                    |                                             |  |  |  |  |  |  |  |                     |
|                     |                                     |  |                    |                                             |  |  |  |  |  |  |  |                     |
|                     |                                     |  |                    | Leopold Josef Lotrinský                     |  |  |  |  |  |  |  |                     |
|                     |                                     |  |                    |                                             |  |  |  |  |  |  |  |                     |
|                     | František I. Štěpán Lotrinský       |  |                    |                                             |  |  |  |  |  |  |  |                     |
|                     |                                     |  |                    |                                             |  |  |  |  |  |  |  |                     |
|                     |                                     |  |                    | Alžběta Charlotta Orleánská                 |  |  |  |  |  |  |  |                     |
|                     |                                     |  |                    |                                             |  |  |  |  |  |  |  |                     |
|                     | Marie Karolína Habsbursko-Lotrinská |  |                    |                                             |  |  |  |  |  |  |  |                     |
|                     |                                     |  |                    |                                             |  |  |  |  |  |  |  |                     |
|                     |                                     |  |                    | Karel VI.                                   |  |  |  |  |  |  |  |                     |
|                     |                                     |  |                    |                                             |  |  |  |  |  |  |  |                     |
|                     | Marie Terezie                       |  |                    |                                             |  |  |  |  |  |  |  |                     |
|                     |                                     |  |                    |                                             |  |  |  |  |  |  |  |                     |
|                     |                                     |  |                    | Alžběta Kristýna Brunšvicko-Wolfenbüttelská |  |  |  |  |  |  |  |                     |
|                     |                                     |  |                    |                                             |  |  |  |  |  |  |  |                     |

| Předchůdce: Antonín Filip z Montpensier |  | vévoda z Montpensier Antonín 1830–1890 |  | Nástupce: Ferdinand z Montpensier |

| Předchůdce: Marie Brignole-Saleová | Znak z doby nástupu | vévoda z Galliery Antonín 1888–1890 | Znak z doby konce vlády | Nástupce: Antonín z Galliery |